# Сяо Ваньчан
Сяо Ваньчан (кит.: 蕭萬長; піньїнь: Xiāo Wàncháng; нар. 3 січня 1939) — китайський політик, голова Виконавчого Юаня Республіки Китай в 1997—2000 роках, віце-президент держави від 2008 до 2012 року.